# Marila geminata
Marila geminata är en tvåhjärtbladig växtart som beskrevs av José Cuatrecasas. Marila geminata ingår i släktet Marila och familjen Calophyllaceae. Inga underarter finns listade i Catalogue of Life.